# ابن زاكور
محمد بن قاسم بن محمد بن الواحد بن زاكور الفاسي أبو عبد الله، (1075 هـ - 1120 هـ / 1664 - 1708م).
أديب فاس في عصره، مولده ووفاته فيها. له ديوان شعر أسماه الروض الأريض، اختار منه عبد الله كنون الحسني مجموعة منها أسماه (المنتخب من شعر ابن زاكور - ط). له: «المعرب المبين بما تضمنه الأنيس المطرب وروضة النسرين - ط»، «أيضاح المبهم من لامية العجم - خ» «عنوان النفاسة في شرح ديوان الحماسة لأبي تمام - خ»، «الروض الأريض - ط» ديوان شعره.